# Паранормальное (фильм)
«Паранорма́льное» (англ. The Endless, дословно — «Бесконечное») — малобюджетный научно-фантастический фильм американских режиссёров Джастина Бенсона и Аарона Мурхеда, снятый в 2017 году. Режиссёры играют двух братьев, которые посещают секту, к которой ранее принадлежали. Также в фильме снялись Калли Эрнандес, Тейт Эллингтон и Джеймс Джордан.

## Сюжет
Фильм рассказывает о сбежавших из секты двух братьях, Джастине и Аароне, которые спустя десять лет получают видеокассету из лагеря секты. Аарон убеждает Джастина всего на один день вернуться назад в «семью». В лагере их встречают доброжелательно. Похоже, что ни один из членов секты не постарел за прошедшее десятилетие. Пробыв некоторое время в общине они начинают догадываться, что объект веры культа, нечто паранормальное, действительно существует.
В лагере отрицают, что отправляли видеозапись братьям. Один из участников, Хэл, взволнованно показывает Джастину физическое уравнение, над которым он работал. Он говорит, что не может объяснить, что оно из себя представляет, так как это было бы похоже на описание невозможного цвета. После Аарон убеждает Джастина остаться еще на один день.
Братья замечают все более странные происшествия. Исследуя лес, Джастин убеждается, что невидимая сущность наблюдает за ним, и оставляет ему фотографию. Когда Джастин обращается к Хэлу за ответами, тот признает, что он знает не больше, чем другие.  Он советует Джастину обыскать дно озера под буйком на фотографии. Две луны поднимаются в небо. Хэл говорит Джастину, что надо найти ответы до того, как взойдет третья.
Джастин и Аарон отправляются на рыбалку. Джастин видит буй и ныряет в воду. Он возвращается с набором инструментов и говорит, что видел нечто жуткое. Братья открывают ящик инструментов и находят очередную плёнку. Перепуганный странными событиями и новыми подсказками, Джастин настаивает, чтобы они немедленно уехали отсюда. В лагере Хэл и Джастин вступают в спор после того, как Хэл показывает им видеокассету, найденную на дне озера. Это запись того, как братья беседуют с посторонними, выставляя лагерь в неприглядном свете. Джастин называет Хэла лидером культа, а Хэл обвиняет Джастина в выдумывании «страшилок» о секте, не имеющих ничего общего с действительностью.
Поругавшись с братом, Джастин решает покинуть лагерь в одиночку, хотя уже стемнело. Его машина не заводится. По дороге из лагеря Джастин сталкивается с несколькими людьми, застрявшими во временных петлях и раз за разом переживающих свои насильственные смерти, в том числе с Майком и Крисом. Они объясняют, что их заманила в ловушку живущая в этих местах сущность, которой нравится наблюдать за смертью людей снова и снова. На другой день Джастин встречает Аарона, который пошёл его разыскивать. Джастин объясняет, что все в опасности, но Аарон все ещё хочет остаться, ибо полагает, что бесконечные гибель и возрождение лучше убогой одинокой жизни, которую братья вели в городе.
Помирившись, братья решают уехать в город. Они находят в лагере впечатляющий склад видеоплёнок, некоторые из которых относятся к середине XX века, что свидетельствует о длительном существовании лагеря и населяющей его общины. В это время встаёт третья луна, все жители лагеря «возносятся» (то есть погибают) — и вскоре возрождаются в прежнем виде. Братьям удаётся завести машину и покинуть заколдованное место. По другой версии считается, что отъезд в финале фильма на самом деле все еще является частью временной петли для братьев, этому можно найти косвенные подтверждения.

## В ролях
- Джастин Бенсон — Джастин Смит
- Аарон Мурхед — Аарон Смит
- Калли Эрнандес — Анна
- Тейт Эллингтон — Хэл
- Джеймс Джордан — Карл
- Лью Темпл — Тим
- Эмили Монтегью — Дженнифер Дэнюб
- Питер Силелла — Майкл Дэнюб
- Рик Сарабиа — мужчина  из 1900-х годов
- Кира Пауэлл — Лиззи
- Питер Силелла — Майкл
- Винни Каррен — Крис

## Вымышленная вселенная
Вымышленный мир, где невидимое существо манипулирует реальностью с целью создания интересных историй, записывает их на плёнку и рассылает по почте, впервые был представлен Бенсоном и Мурхедом в фильме «Ломка» (2012). В этом фильме, снятом на бюджет в $ 20 000, Майкл получает видеозапись от своего старого друга Криса, который страдает от наркотической зависимости. Приехав в хижину Криса, Майкл пытается отучить его от наркотиков, приковав за запястье к трубе. Содержимое полученной видеокассеты со временем меняется. Крис и Майкл получают записи, на которых изображены их гибель и похороны, причём при взаимоисключающих обстоятельствах. Земля, где всё это происходит, принадлежит индейской резервации. Майклу удаётся получить дополнительную информацию от индейца-полицейского, исследователя паранормальных явлений и секты НЛО, которая устроила свой лагерь неподалёку. В «Паранормальном» в центре действия оказывается лагерь секты, однако показаны Крис, Майкл и жена последнего. Планируется третий фильм о той же вымышленной вселенной.
Как объясняют создатели фильмов, изображённая в них территория находится под контролем невидимой твари в лавкрафтовской традиции (см. «Цвет из иных миров»). Эта тварь развлекается, наблюдая, как гибнут люди. Временные петли в этом пространстве настроены таким образом, что после гибели человека его история начинает воспроизводиться заново. В одной из таких петель, достаточно короткой, застряли Майкл и Крис. Границы между петлями обозначены фигурными столбиками. Петля, в которой живёт лагерь секты, длится десять лет. Джастин и Аарон покинули лагерь 10 лет назад как раз накануне «вознесения» (гибели и возрождения) его жителей. Это периодическое возрождение объясняет, каким образом жители лагеря не стареют и находят время для решения сложнейших уравнений.

## Критика
На сайте Rotten Tomatoes рейтинг фильма составил 93 % на основе 117 отзывов со средней оценкой 7,6 из 10.
На Metacritic — 80 баллов из 100 на основе 21 рецензии.